# Geschiedenis van de westerse filosofie (Russell)
Geschiedenis van de westerse filosofie (History of western philosophy) is een boek uit 1945 van de Britse filosoof Bertrand Russell. Het biedt een overzicht van de westerse filosofie vanaf de presocraten tot begin 20e eeuw. Hoewel het vaak bekritiseerd werd vanwege de veralgemeningen en de omissies, werd het boek een onmiddellijk commercieel succes en is het sinds zijn eerste verschijning eigenlijk nooit uit druk geweest. Mede door dit werk won Russell in 1950 de Nobelprijs voor Literatuur. Het boek verstrekte Russell financiële zekerheid voor het laatste deel van zijn leven.

## Achtergrond
Het boek werd geschreven tijdens de Tweede Wereldoorlog naar aanleiding van reeks lezingen over de geschiedenis van de filosofie die Russell in 1941 en 1942 gaf aan de Barnes foundation in Philadelphia. Een groot deel van het historisch onderzoek werd gedaan door Russells derde vrouw Patricia. In 1943 ontving Russell een voorschot van 3000 dollar van de uitgevers. Hij schreef het boek tussen 1943 en 1944, in de periode dat hij in Bryn Mawr College verbleef. Het werd in 1945 in de Verenigde Staten gepubliceerd en een jaar later in het Verenigd Koninkrijk. Uitgeverij Servire, B.V. Katwijk aan Zee, bracht in 1948 een Nederlandse vertaling uit.

## Russells bedoeling
In het voorwoord zet Russell de bedoeling uiteen die hij had met het schrijven van dergelijk boek. Hij geeft er zich rekenschap van dat de individuele filosofen die hij bespreekt door zijn vakgenoten vaak grondiger zijn bestudeerd. De kracht van het boek, zo suggereert hij, ligt echter in het leggen van verbanden tussen bijvoorbeeld de filosofie van Jean-Jacques Rousseau en het Sparta van Plato en Plutarchus. Samenhangen als deze aan het licht brengen is een van zijn belangrijkste doelstellingen. Hij beoogt eveneens om te laten zien dat elke filosoof het 'product is van zijn milieu', dus van de samenleving waarvan hij deel uitmaakt. Vandaar ook dat het boek, in vergelijking met andere overzichten van filosofie, waar nodig een bredere kijk geeft op sociaal-historische achtergronden die bij het begrijpen van de filosoof van belang zijn. Door de filosoof binnen zijn historische context te plaatsen wordt ook duidelijk wat zijn filosofisch denken heeft beïnvloed. In het voorwoord benadrukt Russell ook dat hij een weloverwogen selectie heeft gemaakt. Daardoor zijn alleen die filosofen in het boek opgenomen die (volgens hem) van wezenlijk belang waren voor de ontwikkeling van de filosofie.

## Inhoud
Het werk is verdeeld in drie boeken, die elk onderverdeeld zijn in hoofdstukken. Elk hoofdstuk gaat over het algemeen over een enkele filosoof, een filosofische school of periode:

### De filosofie van de oudheid
- "De presocraten" (met Thales, Pythagoras, Heraclitus, Parmenides, Empedocles, Anaxagoras en Protagoras)
- "Socrates, Plato en Aristoteles"
- "De antieke wereld na Aristoteles" (met Cynici, Sceptici, Epicuristen, Stoïcijnen en Plotinus)

### De katholieke filosofie
- "De kerkvaders" (inclusief de ontwikkelingen in de Joodse filosofie, Islamitische filosofie (Russell noemt het mohammedaans naar de gewoonte van zijn tijd) Sint Ambrosius, Sint Augustinus en Benedictus.
- "De scholastiek" (met Johannes Scotus en Thomas van Aquino), het verval van het pausdom

### De moderne filosofie
- "Van de Renaissance tot Hume", met Machiavelli, Erasmus, Thomas More, Francis Bacon, Thomas Hobbes, Rene Descartes, Baruch Spinoza, Gottfried Leibniz, John Locke, George Berkeley en David Hume)
- "Van Rousseau tot heden", met inbegrip van Jean-Jacques Rousseau, Immanuel Kant, Georg Wilhelm Friedrich Hegel, George Gordon Byron, Arthur Schopenhauer, Friedrich Nietzsche, de utilitaristen, Karl Marx, Henri Bergson, William James en John Dewey.
- Het laatste hoofdstuk in dit deel, "De filosofie van de logische analyse", houdt zich bezig met Russells eigen filosofische opvattingen in die tijd.

## Commentaren en receptie
Ondanks het commercieel succes dat het boek van bij zijn introductie te beurt viel, vonden collega-filosofen vaak dat Russell een te populistisch werk had geschreven. Frederick Copleston, auteur van "A History of Philosophy" verwoordt het als volgt:
This volume is unusually lively and entertaining; but its treatment of a number of important philosophers is both inadequate and misleading.
Dit boek is buitengewoon levendig en onderhoudend, maar de manier waarop het een aantal belangrijke filosofen behandelt is zowel ontoereikend als misleidend.
De receptie van het boek was gemengd. Met name academische recensenten stelden zich bijzonder kritisch op. Russell was verbijsterd over hun reactie. Weliswaar werd hij vaak geprezen voor zijn humoristische en toegankelijke stijl, maar zijn tekst werd op verschillende punten bekritiseerd. Zijn collega's vonden dat hij te veel tijd had besteed aan de pre-cartesiaanse filosofie, zich had laten verleiden tot te grote veralgemeningen, en dat hij een aantal belangrijke filosofen had weggelaten. Een opmerkelijk voorbeeld is zijn flagrante voorbijgaan aan Søren Kierkegaard, die hij later wel in zijn Wisdom of the West (1959) zou opnemen.